# Tatahuicapan de Juárez (municipalité)
La municipalité de Tatahuicapan de Juárez est l'une des 212 municipalités de l'État de Veracruz, et est située dans la partie sud-est de cet État, au Mexique. Elle est située sur la rive nord du golfe du Mexique et fait partie du massif volcanique de la Sierra de los Tuxtlas. Son chef-lieu est ville éponyme de Tatahuicapan de Juárez. Cette municipalité fait partie de la Région Olmeca, qui est l'une des subdivisions administratives de l'État de Veracruz.

## Géographie
Le territoire de la municipalité de Tatahuicapan de Juárez s'étire du nord au sud le long de la côte du golfe du Mexique, en prenant appui immédiatement à l'ouest sur le massif volcanique de la Sierra de los Tuxtlas. Sa limite sud-est s'appuie sur le volcan de San Martín Pajapan, tandis que sa limite occidentale s'appuie sur celui de Santa Martha. Son chef-lieu, la ville éponyme de Tatahuicapan de Juárez, se trouve dans les confins sud de son territoire. Celui-ci a une superficie de 295,8 km2, était peuplé en 2020 de 15 044 habitants, pour une densité de 50,9 habitants par km2.
La municipalité est limitrophe à l'ouest d'une exclave appartenant à la municipalité de Mecayapan, et des municipalités de Catemaco et de Soteapan, au sud du territoire principal de la municipalité de Mecayapan, tandis qu'elle est limitrophe à l'est de celle de Pajapan.

## Composition et démographie
La municipalité était composée en 2020 de 56 localités, dont une seule était considérée comme urbaine, les autres étant rurales.
| Localité                  | Population |
| ------------------------- | ---------- |
| Tatahuicapan              | 8611       |
| Úrsulo Galván             | 648        |
| Zapotitlán                | 528        |
| San Francisco (Agua Fría) | 480        |
| Piedra Labrada            | 464        |
| Reste des localités       | 4313       |
| Total population          | 15 044     |

En plus de l'espagnol, plusieurs langues amérindiennes sont parlées dans la municipalité, dont les principales sont par ordre d'importance : le nahuatl, comprenant un peu moins de 7000 locuteurs, et le popoluca de la Sierra.

## Économie

### Agriculture et élevage
La superficie des parcelles semées représentait, en 2019 une surface totale de 2809,5 hectares, parmi lesquels 2377,5 hectares voués à la culture du maïs, 328 hectares voués à celle du haricot, et 74 hectares voués à celle palmier africain.
En 2020, la production de viande par tonnes comprenait 886,1 tonnes de viande bovine, 86,6 tonnes de viande porcine, 18,2 tonnes de viande ovine, 29,9 tonnes de volailles et 3 tonnes de dinde. La superficie vouée à l'élevage représentait alors 19 323 hectares.